# George F. Shafer
George Frederick Shafer (* 23. November 1888 in Mandan, Dakota-Territorium; † 13. August 1948 in Bismarck, North Dakota) war ein US-amerikanischer Politiker und von 1929 bis 1933 der 16. Gouverneur des Bundesstaates North Dakota.

## Frühe Jahre und politischer Aufstieg
George Shafer besuchte die öffentlichen Schulen in Mandan und die Willistin High School sowie die University of North Dakota. Nach einem anschließenden Jurastudium wurde er 1912 als Rechtsanwalt zugelassen. Sein erstes öffentliches Amt bekleidete er im Jahr 1915 als Bezirksstaatsanwalt im McKenzie County. Dieses Amt behielt er bis 1919. Von 1921 bis 1922 war er stellvertretender Justizminister und dann bis 1929 Attorney General von North Dakota. Im Jahr 1928 wurde er als Kandidat der Independent Voters Association zum neuen Gouverneur gewählt, wobei er sich mit 56:43 Prozent der Stimmen gegen Amtsinhaber Walter Maddock durchsetzte.

## Neue Parteien in North Dakota
In den Jahren nach 1915 waren die beiden traditionellen Parteien, die Republikaner und die Demokraten, in North Dakota etwas in den Hintergrund getreten. Dafür waren die Nonpartisan League (NPL) und die Independent Voters Association (IVA) vorübergehend an deren Stelle getreten. Beide Parteien standen in scharfer Opposition zueinander. Die NPL, die eher sozialistische Standpunkte vertrat, war kurzzeitig bundesweit organisiert, erreichte aber in North Dakota ihre größten Erfolge. Mit Lynn Frazier und Walter Maddock stellte sie in diesem Staat zwischen 1917 und 1929 zwei Gouverneure. Die IVA wurde als Opposition zur NPL von konservativen Kräften gegründet, deren Interessen sie vertrat. Mit Ragnvald A. Nestos und George Shafer stellte sie in den 1920er Jahren ebenfalls zwei Gouverneure von North Dakota. Seit 1933 spielten beide Parteien in North Dakota keine größere Rolle mehr.

## Gouverneur von North Dakota
Shafers Amtszeit begann am 9. Januar 1929. Nach einer Wiederwahl im Jahr 1930 konnte er bis zum 4. Januar 1933 amtieren. Diese Zeit wurde von der Weltwirtschaftskrise überschattet. In North Dakota wurde die Situation durch eine große Dürre noch verschlimmert. Im Jahr 1930 brannte North Dakotas Kapitol ab und musste neu aufgebaut werden. Auf der anderen Seite machten die von der NPL verstaatlichten Betriebe unter Shafers Führung gute Gewinne, mit denen teilweise die Krise bekämpft werden konnte. Im Jahr 1932 bewarb sich Shafer erfolglos um eine dritte Amtszeit.
Nach dem Ausscheiden aus dem Amt des Gouverneurs zog sich George Shafer aus der Politik zurück und widmete sich seinen privaten Angelegenheiten. Er starb im August 1948. Shafer war mit Frances Kellog verheiratet, mit der er vier Kinder hatte.